# Wiener Stadthalle
 (avril 2025).
La Wiener Stadthalle est un complexe omnisports conçu par l'architecte autrichien Roland Rainer, situé à Vienne en Autriche. La Wiener Stadthalle est construite entre 1953 et 1958 puis agrandie en 1974 pour l'aménagement d'une nouvelle piscine.

## Événements
- Les championnats du monde de patinage artistique 1967
- Les championnats du monde de patinage artistique 1979
- Les championnats d'Europe de patinage artistique 2000
- Le concert de Rihanna pour son Diamonds World Tour, le 9 juillet 2013
- Le 60e concours Eurovision de la chanson, les 19, 21 et 23 mai 2015[1].
- Le concert de Rihanna pour son Anti World Tour, le 9 août 2016
- Le Championnat d'Europe féminin de handball 2024.
- Le 70e concours Eurovision de la chanson, les 12, 14 et 16 mai 2026.